# Epicauta nyassensis
Epicauta nyassensis es una especie de coleóptero de la familia Meloidae.

## Distribución geográfica
Habita en Niassa (Mozambique).